# 塞里诺
塞里诺（義大利語：Serino），是意大利阿韦利诺省的一个市镇。总面积52平方公里，人口7307人，人口密度140.5人/平方公里（2009年）。ISTAT代码为064099。